# Kultura Otomani

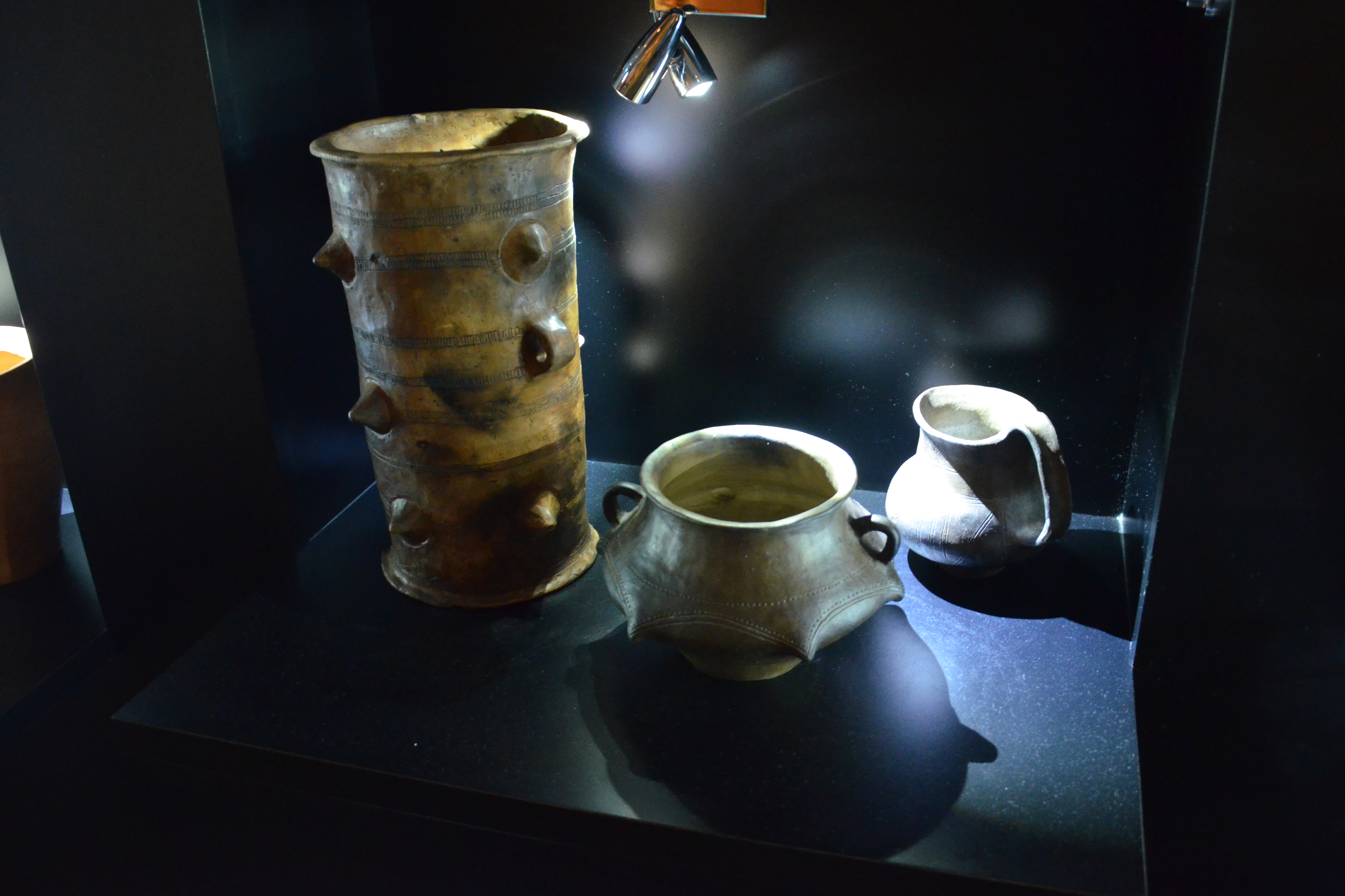
Ceramika kultury Füzesabony na wystawie w Muzeum Archeologicznym w Trzcinicy (2015)

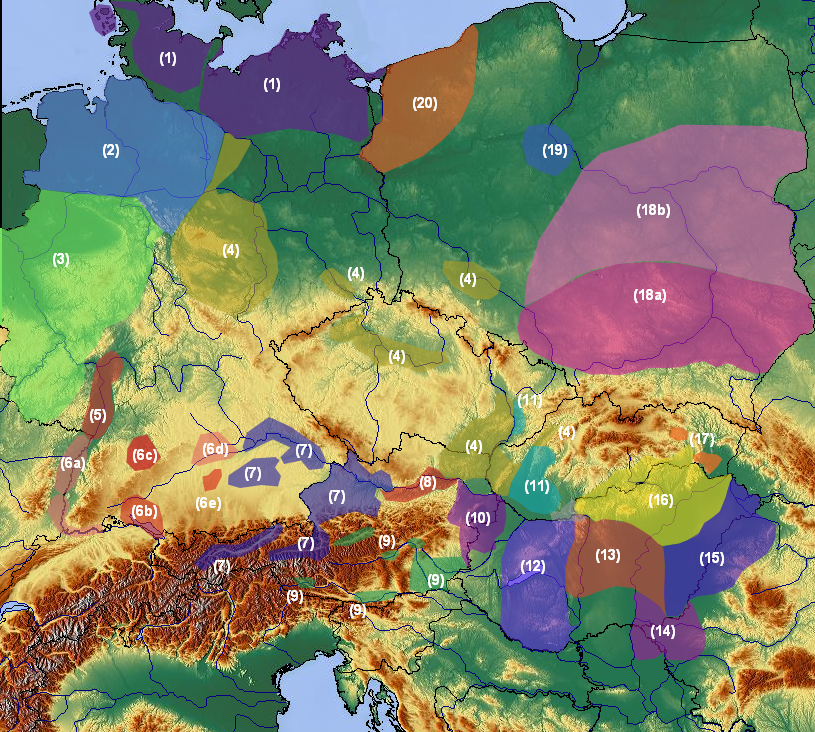
Wczesna epoka brązu w Europie Środkowej, datowana w chronologii bezwzględnej na lata 2200–2000 p. Chr., tzw. faza BA1 według schematu chronologii względnej systemu Paula Reineckego – kultura Otomani w dorzeczu Cisy, na mapie (15)

Kultura Otomani (t. kultura Füzesabony) – kultura wczesnej epoki brązu i wielka cywilizacja należąca pośrednio do świata egejsko-anatolijskiego oraz kontaktach lokalnych społeczności z kulturą mykeńską.
Kultura wyróżniająca się bardzo wysokim poziomem rozwoju społeczno-gospodarczego, tworzyła wielkie kompleksy osadnicze o wyraźnej hierarchizacji z centralnie położonymi ufortyfikowanymi grodami, również o konstrukcji kamiennej. W grodach znajdowały się liczne warsztaty zajmujące się metalurgią brązu i złota. Wypierana z południa przekroczyła Karpaty zajmując osiedla w dorzeczu Wisłoki, Wisłoka, Dunajca i Sanu.
W okresie 2150–1350 p.n.e. rozwijała się w dorzeczu Cisy, stopniowo obejmując dzisiejsze tereny zachodniej Rumunii, wschodniej Słowacji, północno-wschodnich Węgier, Zakarpacia oraz południowo-wschodniej Polski.

## Geneza i rozwój
Obiekty tej kultury datowane są na lata 2150–1350 p.n.e. W fazie wczesnej nawiązywały do kultury hatwańskiej.
Osady tej kultury odnaleziono na północno-wschodnich obrzeżach Kotliny Panońskiej. Najbardziej znanymi stanowiskami archeologicznymi, na których występują zabytki kultury Otomani, są Barca koło Koszyc i Spiski Czwartek koło Lewoczy na Słowacji oraz Salacea w Rumunii. W małopolskich Karpatach odkryto kilka stanowisk archeologicznych związanych z tą jednostką archeologiczną. Najlepiej rozpoznany to obronny gród w Trzcinicy koło Jasła. Na początku września 2015 archeolodzy z Krakowa poinformowali o odkryciu najstarszego kamiennego muru otaczającego grodzisko tej kultury w Maszkowicach koło Łącka. Jest to najstarsza w dziejach budownictwa na ziemiach polskich konstrukcja kamienna datowana wstępnie między 1750 a 1690 rokiem p.n.e. Stanowisko historyczne, zniszczone podczas prac przy budowie kolei znajdowało się w Stefkowej (1899).
Graniczyła z ludnością kultury unietyckiej, kultury Nagyrév, kultury hatwańskiej oraz grupy Wieselburg.

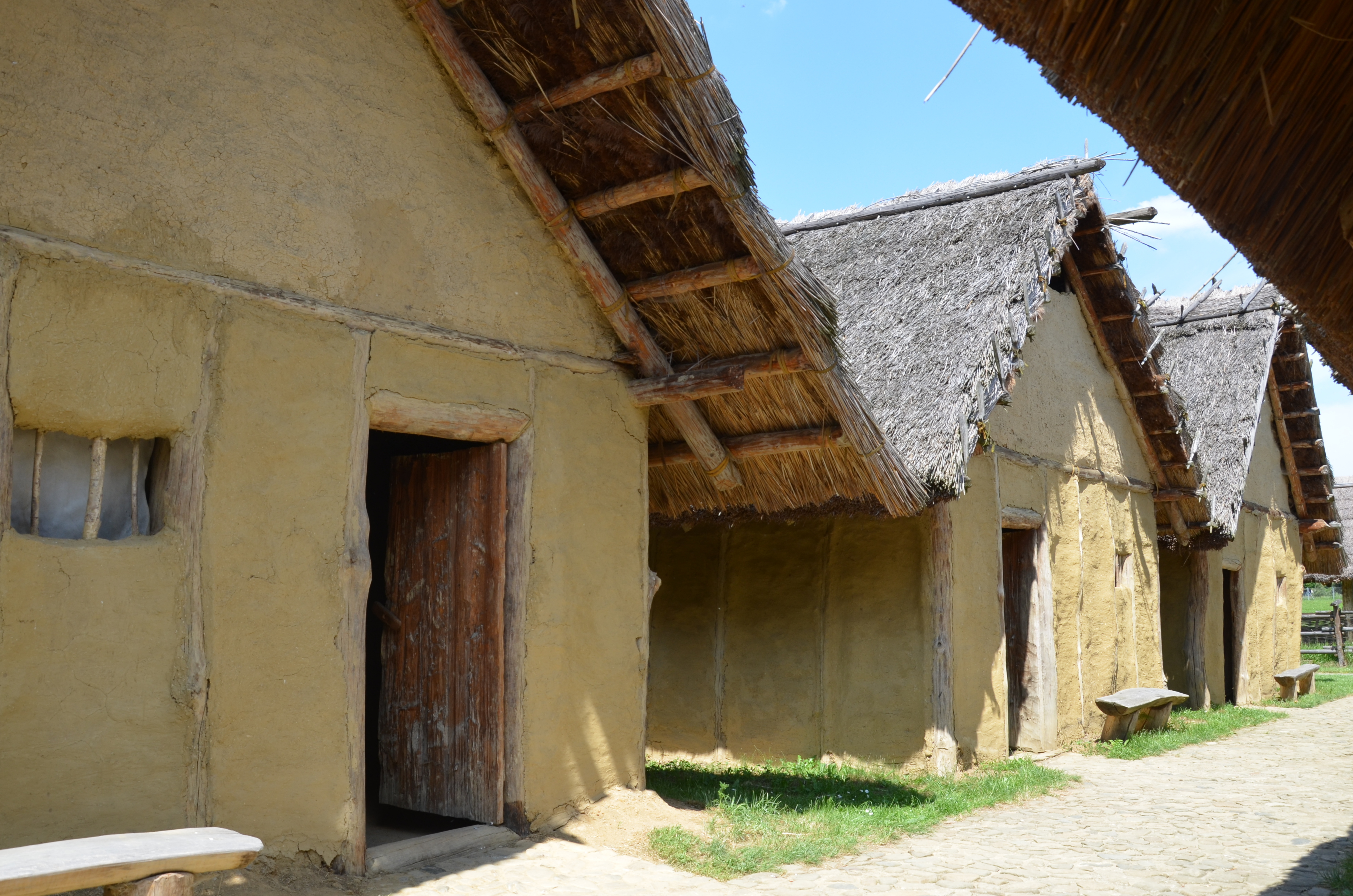
Rekonstrukcja domów przysłupowych 1650-1350 l. p.n.e. na terenie Skansenu Archeologicznego w Trzcinicy

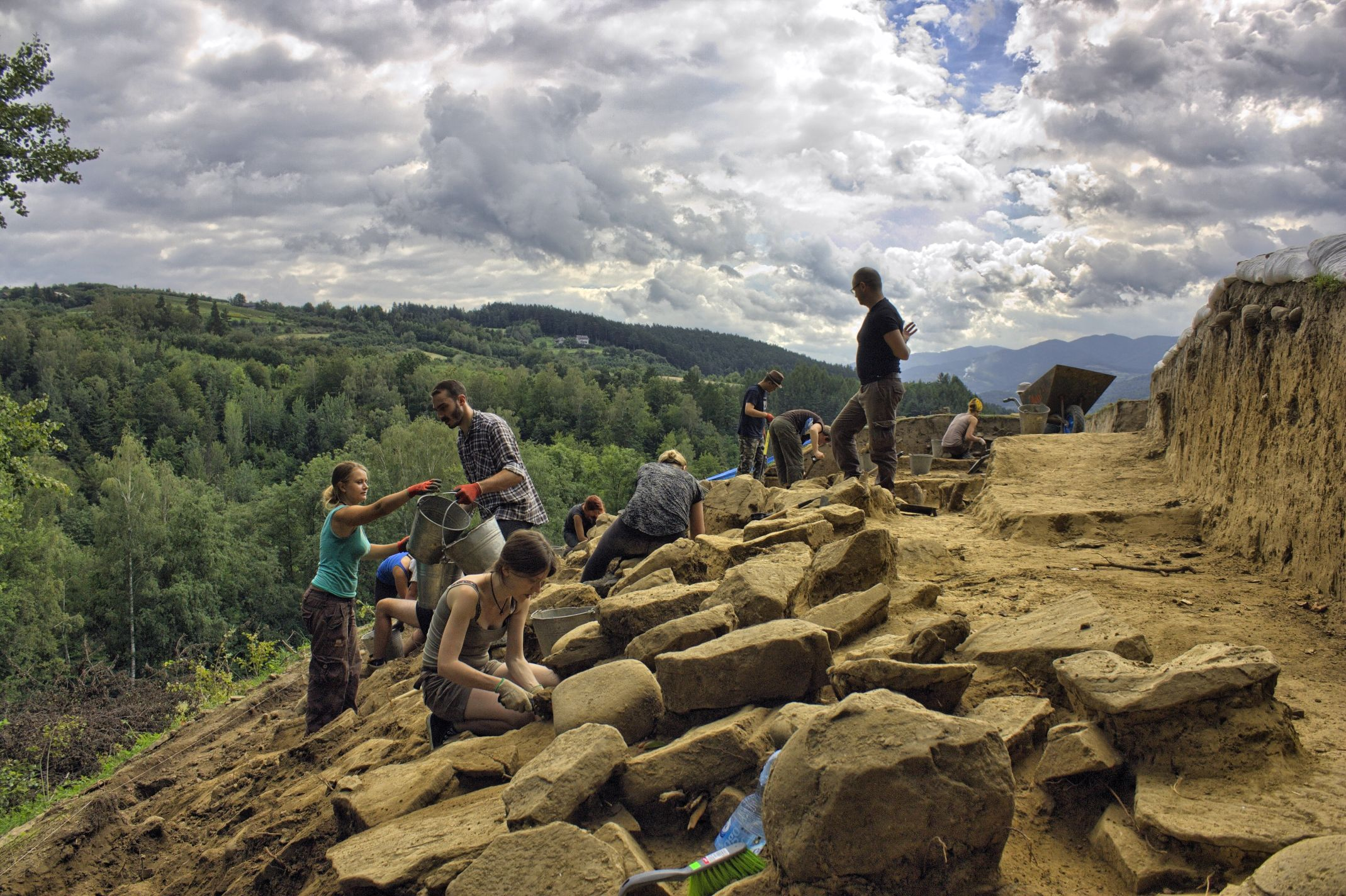
Góra Zyndrama, prace archeologiczne przy kamiennym murze (2016)

## Osadnictwo
Ludność zamieszkiwała osady z centralnie położonym grodem i regularną zabudową, przebiegającą wzdłuż wcześniej wytyczonych, równolegle przebiegających ulic. Były to osady zamknięte na tellach oraz osady otwarte, tworzące kompleksy osadnicze. Główny gród „kompleksu” często pełnił funkcje obronne i oddzielony był od pozostałych fosą, a na szczycie znajdowały się domostwa zamieszkane przez arystokrację plemienną. Przykładem takiego stanowiska może być Spiski Czwartek. Ludność tej kultury prezentowała bardzo wysoki poziom w dziedzinie obróbki metali, opartej na rodzimych złożach, o czym świadczą liczne znaleziska form odlewniczych oraz wyrobów złotych i srebrnych. Poświadczone były kontakty dalekosiężne z obszarami egejskimi i z północą.
Ceramika wypalana w temp. 800 °C zdobiona była ornamentem guzowatym, spiralnym i kanelowaniem.
Charakterystycznym wytworem jest ceramika malowana. Efekt ten otrzymywano poprzez wykonanie ornamentu rytem, a następnie pomalowanie.

## Obrządek pogrzebowy
Z biegiem czasu ludność kultury Otomani z obrządku ciałopalnego, praktykowanego we wczesnej fazie, zwróciła się ku pochówkom inhumacyjnym. Zmarli ułożeni byli w pozycji embrionalnej, mężczyźni na lewym boku, kobiety na prawym, z twarzami zwróconymi ku południu. W grobach składano ceramikę malowaną, występowały także przedmioty brązowe.

## Kult i wierzenia
Poświadczony jest kult kobiety (znaleziono gliniane idole z jej przedstawieniem). W Salacei odkryto również resztki świątyni ze ścianami ozdobionymi geometrycznym fryzem.

## Późniejsze osadnictwo w dorzeczu Dunajca i Sanu
W pierwszych wiekach n.e. na omawianym terenie nad Ropą i licznych dolinach rzecznych rozwinęło się osadnictwo prowincjonalno-rzymskie, reprezentowane przez kulturę przeworską, m.in. znaleziska monet rzymskich w dorzeczu Ropy i Wisłoka, w Bieczu, Wysowej, Szymbarku, Gorlicach i Święcanach. W okresie wczesnośredniowiecznym dotarli tu Słowianie zakładając grodziska w Bieczu, Trzcinicy i Wietrznie.